# Andrés Castillo Aguilera
Andrés Leonardo Castillo Aguilera (Lota, 25 de julio de 1965) es un ingeniero, empresario y escritor chileno, fundador de la Fundación Bután y Hotel Bután de Playa Maule, comuna de Coronel.

## Obras Destacadas
En 2010 publica su primera novela histórica titulada "Butan Mapu", la cual se sumerge en la historia de Chile durante la conquista, con la instalación de una guarnición por Pedro de Valdivia en las alturas de la actual Lota en 1552. 
En 2016 publica la crónica titulada "Los Pioneros del Carbón" la cual narra los testimonios de los barrios de Puchoco y Maule en Coronel, los cuales forjaron el poderío de la industria carbonífera en Chile, expresado en su casco urbano y en el modus vivendi único que se gestó durante la epopeya del carbón.
En 2017 publica su segunda novela histórica titulada "La Leyenda del Dresden", la cual relata una historia poco conocida de la Primera Guerra Mundial en las costas de Coronel, Chile. Dos amigos, Christian y Otto, se embarcan en el Dresden, un crucero de guerra alemán, que se convierte en un barco fantasma con un misterioso secreto, 
En 2019 publica una nueva novela histórica titulada "Latitud Sur 45° 31’", la cual narra la vida y las inquietudes de Freddy Claude, hijo de Adolf Claude y Marion Schwager, y sobrino del acaudalado empresario carbonífero Fred Schwager. 
En 2022 lanza la novela histórica titulada "El Lugar de las Piedras Ardientes" que narra la vida de Iranio, inspirada en las vivencias de su padre Douglas Castillo, un hombre que crece en un pueblo llamado Tulahuén, marcado por la pobreza y las dificultades. La narrativa explora los yacimientos de Ausonia y Pampa Unión, una salitrera en declive debido a la globalización del mercado del salitre natural durante la Primera Guerra Mundial.
Finalmente, en 2024, publica el libro "El Barco de las Semillas" que explora la relación entre la escritura y la espiritualidad cristiana, utilizando la metáfora de un viaje en un barco para representar el proceso de introspección y redención espiritual. El autor, discute cómo la aceptación de Jesucristo inicia una nueva vida marcada por la transformación interna a través del Espíritu Santo, y destaca la importancia del perdón como medio para la sanación interior. A través de un viaje que sigue las estaciones de la pasión de Cristo, el libro invita a los lectores a una reflexión profunda sobre la fe, el perdón y la transformación espiritual, promoviendo un crecimiento personal que busca conformarse a la imagen de Cristo.